# Лутршко Село
Лутршко Село (словен. Lutrško selo) — поселення в общині Ново Место, регіон Південно-Східна Словенія, Словенія.